# Тергу
Тергу, Терґу (італ. Tergu, сард. Tergu) — муніципалітет в Італії, у регіоні Сардинія,  провінція Сассарі.
Тергу розташоване на відстані близько 340 км на захід від Рима, 190 км на північ від Кальярі, 21 км на північний схід від Сассарі.
Населення — 591 особа (2014).

## Демографія
Населення за роками:

Станом на 1 січня 2023 року в муніципалітеті офіційно проживало 18 іноземців з 7 країн, серед них 16 громадян країн Євросоюзу.

## Сусідні муніципалітети
- Кастельсардо
- Нульві
- Озіло
- Седіні
- Сеннорі
- Сорсо